# تكيف البشر مع المرتفعات
يعد تكيف البشر على العيش على ارتفاعات عالية مثالًا على التعديل التطوري في بعض المجموعات البشرية، بما في ذلك سكان التبت في آسيا، وجبال الأنديز في الأمريكتين، وإثيوبيا في إفريقيا، الذين اكتسبوا القدرة على البقاء على قيد الحياة على ارتفاعات عالية للغاية. يمثل هذا التكيف استجابات جسم الإنسان الفزيولوجية طويلة المدى للتعايش مع البيئات المرتفعة، المرتبطة بالتغيرات السلوكية والوراثية. في حين يعاني بقية البشر من عواقب صحية خطيرة، فإن السكان الأصليين لهذه المناطق، يزدهرون بشكل جيد في أعلى أجزاء العالم. لقد خضع هؤلاء الأشخاص لتغيرات فزيولوجية ووراثية واسعة النطاق، خاصة في ما يتعلق بالنظم التنظيمية لتنفس الأكسجين والدورة الدموية، مقارنةً ببقية سكان الأراضي المنخفضة.
يُعرف هذا التكيف الخاص الآن على أنه مثال على عمل الانتقاء الطبيعي نجاعته. أصبح حساب تكيُْف التبتيين، أسرع حالات التطور البشري في السجل العلمي، إذ تشير التقديرات إلى أنه حدث في أقل من 3000 عام. لقد انتشر البشر المعاصرون من إفريقيا قبل أقل من 100000 عام، واستعمروا بعد ذلك بقية العالم، بما في ذلك أقسى البيئات في الجبال العالية شديدة البرودة. ترتبط وفرة الأكسجين في الجو عكسيًا وارتفاع مستوى سطح البحر؛ فتعتبر أعلى سلاسل الجبال في العالم غير مناسبة للسكن البشري. مع ذلك، يعيش حوالي 140 مليون شخص، أي أقل بقليل من 2% من سكان العالم، بشكل دائم على ارتفاعات عالية، أي على ارتفاعات تزيد عن 2500 متر (8.200 قدم) في أمريكا الجنوبية وشرق إفريقيا وجنوب آسيا. عاش هؤلاء السكان على هذه الحالة منذ آلاف السنين، دون تعرضهم لمضاعفات واضحة. تعاني الغالبية العظمى، أي أكثر من 98% من البشر من أنحاء أخرى من العالم، عادة من أعراض داء المرتفعات في هذه المناطق، ما يؤدي في كثير من الأحيان إلى رضة خطيرة تهدد حياتهم وتؤدي أيضًا إلى الموت. كشفت دراسات التفاصيل البيولوجية للآلية، أن تكيف التبتيين والأنديز والإثيوبيين هو في الواقع مثال تمكن ملاحظته على عملية الانتقاء الطبيعي (آليات التنفس عند البشر).

## الأصل والأساس
يتكيف البشر بشكل طبيعي مع بيئة الأراضي المنخفضة، حيث يتوفر الأكسجين بشكل كبير. يعاني الإنسان من مرض الجبال المسمى بنقص التأكسح (وهو متلازمة سريرية يسببها النقص الحاد في الأكسجين)، عند ارتفاعه عن الأراضي المنخفضة العامة إلى أكثر من 2500 متر (8.200 قدم)، مع ضغط جوي أكثر بنحو 74% من المعتاد. تشمل مضاعفات هذا المرض، التعب، والدوخة، وضيق التنفس، والصداع، والأرق، والشعور بالضيق، والغثيان، والتقيؤ، وآلام الجسم، وفقدان الشهية، ورنين الأذن، وتقرح الجلد، وتغير لون اليدين والقدمين إلى اللون البنفسجي، وتوسع الأوردة.
يضاعف المرض الأعراض المرتبطة به مثل الوذمة الدماغية (تورم في المخ) والوذمة الرئوية (تراكم السوائل في الرئتين). يتنفس الشخص المصاب لعدة أيام بشكل مفرط، ويحرق طاقة إضافية حتى عندما يكون الجسم في حالة راحة. يرتفع معدل ضربات القلب ثم ينخفض تدريجيًا. يعَد نقص الأكسجة في الواقع، أحد أكثر الأسباب الرئيسة لوفاة متسلقي الجبال. يمكن أن تتأثر المرأة الحامل بشدة عند وجودها في المناطق المرتفعة، مثل إصابتها بارتفاع ضغط الدم، بالإضافة إلى مرحلة ما قبل تسمم الحمل الذي يسبب الولادة المبكرة، وانخفاض الوزن عند الولادة، وغالبًا ما يجعل وضع المرأة الصحي معقدًا مع نزيف غزير، ونوبات مرضية تؤدي إلى وفاتها في بعض الأحيان.
يقدر أن أكثر من 140 مليون شخص في جميع أنحاء العالم يعيشون على ارتفاع أعلى من 2500 متر (8.200 قدم) فوق مستوى سطح البحر، منهم 13 مليون في إثيوبيا، 1.7 مليون في التبت (إجمالي 78 مليون في آسيا)، 35 مليون في جبال الأنديز الأمريكية الجنوبية، و 0.3 مليون في جبال كولورادو روكي. عاش بعض السكان الأصليين في التبت وإثيوبيا والأنديز على ارتفاعات عالية لعدة أجيال، وهم محميون من نقص الأكسجة؛ نتيجة تكيفهم الجيني. تشير التقديرات إلى احتواء كل رئة على 60% من جزيئات الأكسجين الموجودة على مستوى سطح البحر، عند ارتفاع 4000 متر (13000 قدم). يصبح نقص الأكسجين قاتلاً للغاية في الارتفاعات التي تزيد عن 7600 متر (24900 قدم). يتعرض سكان هذه المرتفعات باستمرار إلى بيئة، تكون نسبة الأكسجين فيها منخفضة للغاية، ومع ذلك يعيشون دون أي مشاكل صحية خطيرة. يعَد الانخفاض التدريجي في وزن المولود الجديد، أحد الدلائل الموثقة لتعايش الإنسان في المرتفعات وتأقلمه. من المعروف عدم تأثر نساء سكان المناطق المرتفعة (اللاتي عشن هناك لفترات طويلة).
من المعروف ولادة هؤلاء النساء أطفالاً أثقل وزنًا من النساء اللاتي يعشن في الأراضي المنخفضة. تمكِن ملاحظة هذا بشكل خاص على الأطفال التبتيين، الذين يتراوح وزنهم عند الولادة بين 294 و 650 (أي بمعدل يقارب 470) غرامًا أكثر من أطفال سكان الصين المحيطين، ويكون مستوى الأكسجين في دمهم أعلى بكثير. أُجريت أول البحوث العلمية حول تكيف الجنس البشري في العيش على ارتفاعات عالية، لشعب الكيتشوا في البيرو، في أواخر الستينيات بواسطة أ. روبرتو فريسانشو من جامعة ميشيغان. وأجرى بول ت. بيكر، من جامعة ولاية بنسلفانيا (في قسم الأنثروبولوجيا) قدرًا كبيرًا من الأبحاث في مجال التكيف البشري مع الارتفاعات العالية، ووجه وأرشد الطلاب الذين واصلوا هذا البحث. ذهب أحد هؤلاء الطلاب لإجراء أبحاث حول التكيف على العيش في ارتفاعات عالية بين التبتيين، في الفترة الزمنية التي استمرت من أوائل الثمانينيات إلى يومنا هذا. وكانت هذه العالمةُ عالمةَ الأنثروبولوجيا سينثيا بيل من جامعة كيس ويسترن ريزيرف.

## الأساس الفسيولوجي

### التبتيون
بدأ العلماء يلاحظون الأداء البدني غير العادي للتبتيين منذ بداية عصر التسلق في جبال الهيمالايا في أوائل القرن العشرين، ما جعل فرضية التكيف الجيني التطوري منطقية. يبلغ ارتفاع هضبة التبت 4000 متر (13000 قدم) فوق مستوى سطح البحر، وتغطي أكثر من 2.5 مليون كيلومتر مربع، وهي أعلى وأكبر هضبة في العالم. قُدّر عدد سكان التبت الذين يعيشون على الهضبة في عام 1990 بنحو 594188 نسمة، ويعيش 53% منهم على ارتفاع يزيد عن 3500 متر (11500 قدم). تعيش أعداد كبيرة (حوالي 600000) على ارتفاع يتجاوز 4500 متر (14800 قدم) في منطقة تشانتونج تشينغنان. يبلغ مستوى الأوكسجين في المرتفعات التي يعيش فيها التبتييون، حوالي 60% فقط من مستوى الأكسجين على مستوى سطح البحر. لا يظهر لدى التبتيون، الذين يعيشون في هذه المنطقة منذ 3000 عام، تركيزات مرتفعة للهيموغلوبين للتعامل مع نقص الأكسجين، ولوحظ في السكان الآخرين الذين انتقلوا بصفة مؤقتة أو دائمة للعيش في مناطق مرتفعة. بدلاً من ذلك، يستنشق التبتيون المزيد من الهواء مع كل نفس ويتنفسون بسرعة أكبر من سكان مستوى سطح البحر أو الأنديز. يتمتع التبتيون بتركز الأكسجين في الدم بشكل أفضل عند الولادة، وحجم رئة موسع طوال الحياة، وقدرة أعلى على ممارسة الرياضة. تظهر لديهم زيادة مستدامة في تدفق الدم الدماغي، وانخفاض تركيز الهيموغلوبين، وهم أقل عرضة للإصابة بأمراض الجبال المزمنة مقارنة بالسكان الآخرين، وذلك بسبب تاريخهم الطويل في الإقامة على مرتفعات عالية.